# Liopholis guthega
Liopholis guthega — вид сцинкоподібних ящірок родини сцинкових (Scincidae). Ендемік Австралії.

## Поширення і екологія
Liopholis guthega мешкають в Сніжних горах на території Нового Південного Уельсу і Вікторії, зокрема на території Національного парку Костюшко та Національного парку Альпін, на Високих рівнинах Богонг. Вони живуть на альпійських луках і пустищах та в лісах, трапляються серед скель і чагарників. Зустрічаються на висоті понад 1600 м над рівнем моря.

## Збереження
МСОП класифікує цей вид як такий, що перебуває під загрозою зникнення. Liopholis guthega загрожує знищення природного середовища та зміни клімату.